# Uppsalas kyrkoprovins
Uppsalas kyrkoprovins (latin: provincia upsalense) var en katolsk kyrkoprovins under medeltiden, som omfattade dåvarande Sverige samt Jämtland och, även under perioden då landskapet var under annan överhöghet, Gotland. Den grundades 1164 genom delning av Lunds kyrkoprovins under kung Karl Sverkerssons regeringstid.
Medeltidens ecclesia suecana sammanföll geografiskt med Uppsala kyrkoprovins.
Ärkebiskopen i Lund hade dock formell överhöghet över ärkebiskopen i Uppsala fram till reformationen. Det betydde att Uppsala kyrkoprovins var en del av en större kyrkoprovins, som omfattade både Sverige och Danmark och där ärkebiskopen i Lund formellt var primas över detta område (ungefär som ärkebiskopen i Canterbury har överhöghet över ärkebiskopen i York i den Engelska kyrkan idag såsom "hela Englands primas").
Ur Uppsala kyrkoprovins, med centrum runt Uppsala ärkestift, uppstod den evangelisk-lutherska Svenska kyrkan under reformationen cirka 1527-1600.

### Fotnoter
1. ↑  ”Sverige”. Nationalencyklopedin. https://www.ne.se/uppslagsverk/encyklopedi/l%C3%A5ng/sverige#religion. Läst 14 augusti 2014.
2. ↑  ”Korstågens tid”. Kristendomens historia. Arkiverad från originalet den 14 augusti 2014. https://web.archive.org/web/20140814191039/http://www.alltombibeln.se/kristendomenshistoria/1101.htm. Läst 14 augusti 2014.
3. ↑  ”Ett stycke svensk kyrkohistoria”. Arkiverad från originalet den 6 november 2014. https://web.archive.org/web/20141106144342/http://www.signum.se/archive/read.php?id=76. Läst 6 november 2014.
4. ↑  Artikel av Dick Harrison i Svenska Dagbladet 9 januari 2013.
5. ↑  ”Den svenska kyrkan från 700-talet till i dag”. Kristendomens historia. http://www.alltombibeln.se/kristendomenshistoria/svenkyrk.htm. Läst 14 augusti 2014.